# Vụ tràn dầu Montara

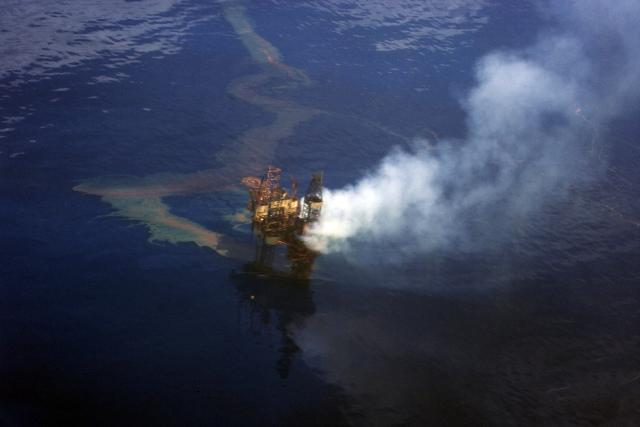
Giàn khoan dầu West Atlas bị hư hỏng trước khi cháy

Vụ tràn dầu Montara là sự kiện rò rỉ dầu và khí từ mỏ dầu Montara, biển Timor, ngoài khơi bờ biển bắc của tây Úc. Đây được xem là thảm họa tràn dầu tồi tệ nhất của Australia. Vệt dầu rò rỉ từ dàn khoan di động từ ngày 21 tháng 8 năm 2009 cho đến ngày 3 tháng 11 năm 2009, khi mùn khoan được bơm vào giếng để chặn sự rò rỉ này. Dàn khoan West Atlas do Seadrill sở hữu và được vận hành bởi PTTEP Australasia, một công ty thuê của PTT Exploration and Production (PTTEP). Giàn khoan nằm ngoài khơi bờ biển Kimberley, 250 km về phía bắc của sân bay Mungalalu Truscott, và 690 km về phía tây của Darwin. 69 công nhân được sơ tán khỏi giàn khoan khi dầu và khí bắt đầu rò rỉ.
Bộ Tài nguyên, Năng lượng và Du lịch Australia ước tính có khoảng 2000 thùng dầu rò rỉ mỗi ngày, cao gấp 5 lần con số của PTTEP Australasia đưa ra (400 thùng/ngày). Sau khi bay khảo sát khu vực tràn dầu, Australian Greens Senator Rachel Siewert cho biết rằng vệt dầu đã lan xa hơn so với những báo cáo ban đầu. Quỹ Quốc tế Bảo vệ Thiên nhiên (WWF) cũng cho biết tai biến tràn dầu tệ hơn so với những dự báo ban đầu.
Bốn lần liên tục PTTEP thực hiện những giải pháp để ngăn chặn dầu rò rỉ, nhưng đã không thành công. Phải đợi đến lần thứ năm vào ngày 3 tháng 11 năm 2009, khi PTTEP bơm khoảng 3.400 thùng dung dịch khoan vào giếng dầu thì mới chặn được rò rỉ.
Vào ngày 1 tháng 11 năm 2009, trong khi cố gắng bịt chỗ rò rỉ thì lửa đã bốc cháy trên giàn khoan dầu West Atlas. Vào ngày 2 tháng 11, PTTEP cho biết lửa trên giàn khoan đã đốt cháy dầu và cần phải ngăn chặn nó lan ra biển. Ngọn lửa đã bị dập tắt phần lớn khi sự rò rỉ bị dừng lại. PTTEP nói rằng tiêu chuẩn an toàn đã được thực hiện tốt, một nhóm chuyên gia sẽ đến giàn khoan West Atlas để đánh giá thiệt hại và xác định một kế hoạch tốt nhất để bịt giếng.
Một vụ rò rỉ khí khác đã bắt đầu phát ra ở mỏ East Puffin vào đầu tháng 9 năm 2009, cách mỏ Montara khoảng 50 km. Vụ rò rỉ đã làm East Puffin bị trì hoãn khai thác trong hai tháng kể từ khi nó được phát hiện. Người ta không biết rằng vụ rò rỉ khí này có liên quan đến vụ rò rỉ từ Montara hay không.

## Ứng cứu và làm sạch
Vào 23 tháng 8 năm 2009, máy bay Hercules đã phun 10.000 lít chất phân tán hóa học vào các phần của vệt dầu, đây là cách làm đầu tiên để ứng phó với tràn dầu trong điều kiện này.
Giàn khoan di động West Triton được đưa tới giàn khoan West Atlas để ngăn chặn chỗ rò rỉ vào ngày 11 tháng 9 năm 2009. PTTEP Australasia ban đầu nói rằng chỉ mất vài ngày là có thể khống chế được dầu rò rỉ, nhưng sau đó lại cho rằng rò rỉ dầu có thể kéo dài 8 tuần cho đến khi họ mang một giàn khoan di động xa bờ West Triton đến để khoan một lỗ khoan vào giếng dầu đang rò rỉ, và bơm mùn khoan vào để làm giảm áp suất và dòng chảy sẽ ngừng lại. Nhà sản xuất dầu và khí, Woodside Petroleum Ltd đã đề nghị hỗ trợ PTTEP trong công tác thu dọn dầu tràn bằng cách sử dụng một giàn khoan cạnh đó. Tuy nhiên, PTTEP đã từ chối đề nghị của Woodside vì những lý do an toàn cơ bản. Vào ngày 6 tháng 9, việc bịt chỗ rò rỉ bị trì hoãn bởi dây kéo giàn khoan di động bị đứt khi PTTEP kéo nó từ Indonesia.
PTTEP ước tính đã thiệt hại khoảng 170 triệu USD do sự cố rò rỉ cho đến ngàt 3 tháng 11 năm 2009. Chi phí làm sạch môi trường khoảng 5,3 triệu USD.

## Ảnh hưởng môi trường

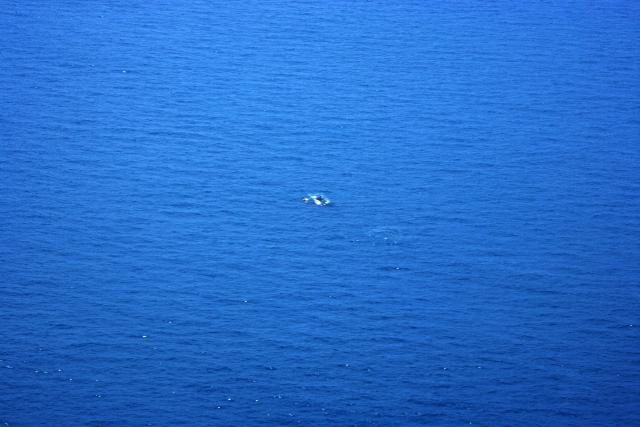
Cá voi và cá con bơi gần vị trí tràn dầu Montara

Các nhà sinh học cho rằng ảnh hưởng môi trường của vụ tràn dầu Montara có thể là thảm họa đối với hệ sinh thái biển. Mặc dù là dầu thô nhẹ tràn từ giàn khoan nhưng nó vẫn gây độc đối với chim, động vật không xương sống biển, san hô và tảo biển. Hội Bảo vệ động vật hoang dã Úc miêu tả khu vực này như là "đường cao tốc trên biển", và cá heo và endangered loài rùa lưng bằng đang bị đe dọa tiệt chủng đang bị nguy hiểm từ vụ tràn dầu. cho đến ngày 3 tháng 9 năm 2009, các thuyền đánh cá thấy các sinh vật biển chết và yếu đi, và không thấy các loài chim trong khu vực dầu tràn. Quỹ Quốc tế Bảo vệ Thiên nhiên (WWF) quan sát cá heo spinner, nhạn biển đen, rắn biển đốm và đồi mồi và rùa lưng bằng nguy cơ tiệt chủng bơi trên váng dầu loang, và nhấn mạnh sự quan tâm đến tác động lâu dài của thảm họa này. WWF cũng quan sát dầu phong hóa giống như sáp từ vụ tràn dầu này.
chính phủ Úc đã điều trị một số nhỏ chim bị ảnh hưởng, bao gồm nhạn biển anu, brown boobies và nhạn biển đen.